# 安德烈亚斯·格鲁施克
安德烈亚斯·格鲁施克（德語：Andreas Gruschke，1960年4月16日—），德国作家、摄影师、西藏研究员，中国国內中文名 "安德雷"。

## 生平
自1987年，格鲁施克任自由撰稿人，主要议题是青藏高原、喜马拉雅山和丝绸之路。格鲁施克的科学背景是一个地理学家，汉学家和民族学家。他的专业是发展地理学。硕士学位毕业于弗赖堡大学(1990年)，博士毕业院校德国莱比锡大学(2009年)。
格鲁施克出版了许多著作和文章，主要是对藏族文化，其中有开拓性的工程，为寺庙，在藏东地区的安多和康区。其他书籍和报告处理朝鲜，丝绸之路,喜马拉雅山和中国，以及两名图片专辑，对他的家园：黑高和高萊茵。他目前的研究是关于藏族游牧民，在青藏高原东部地区的玉树州（康区北部）。
1985-1986年格鲁施克在山西太谷山西农业大学讲课，1992-1993年在韩国春川市的江源国立大学当客座教授。2004-2012年 在莱比锡大学东方研究院特别合作中心 “游牧社会的差异与融合”研究项目（总项目编号：SFB 586）研究青藏高原东部的游牧民生机情况。 从2012年起在 四川大学社会发展与西部开发研究院当特聘教授。

## 著作
- "从游牧民到商人: 藏族游牧民在虫草和市场作用下的生计转变",中国藏学 108 (2013年03期), 第100-112页.
- "From Yak Herders to Yartsa Traders. Tibetan Nomads and New Market Options in Qinghai´s Yushu Region", 《China Tibetology》 （页面存档备份，存于） 中国藏学(英文版) 2011年01期, 第95-118页.
- "Yushu Nomads on the Move. How can the Use of Pastoralist Resources be Sustainable?", 人文视野下的高原生态国际学术研讨会.交流材料 The International Symposium on the Human Dimensions of Ecological Conservation on the Tibetan Plateau. Communication Materials of Conference. Xining, Qinghai, China, August 2011, 第138-152页.
- "A Vital Monastic Centre of the Jonang Tradition: The Grand Lamasery of Dzamthang" (觉囊派重要寺庙—壤塘大寺), 《China Tibetology》 （页面存档备份，存于） 中国藏学(英文版) 2008年01期.
- "Nomads Without Pastures? Globalization, Regionalization, and Livelihood Security of Nomads and Former Nomads in Northern Khams". In: K.Bauer, G.Childs, A.Fischer, and D.Winkler (eds.), In the Shadow of the Leaping Dragon: Demography, Development, and the Environment in Tibetan Areas, JIATS, 4 (December 2008) （页面存档备份，存于）.
- The Cultural Monuments of Tibet’s Outer Provinces: Amdo, 2 vols., Bangkok 2001.
- The Cultural Monuments of Tibet’s Outer Provinces: Kham, 2 vols., Bangkok 2004.